# سعيد بن طحنون آل نهيان
سعيد بن طحنون آل نهيان الحاكم السادس من آل نهيان لإمارة أبوظبي تولى الحكم من (1845 - 1855).

## حياته
رشحه عمه هلال بن شخبوط واختاره وجهاء بني ياس وهو لا زال في ريعان الشباب وكان قوي الشخصية صلب الإرادة. وقد اشترط لاستلام الإمارة شروط صعبة وافق عليها المجتمعون ولكنه أمضى في فترة حكمه الأولى فترة هدوء حتى غمز بعض الأخصام جانبه واشتكى الناس إلى الشيخ المري برود جانبه فذهب المري إلى مجلسه فوجده يلعب لعبة شعبية.
```
فقال المرر شعراً :

ذي ديرة ما عرفت لي من فيها

و لاعرفت ساكنها ومن لا فيها

سفـينة تجـري بلا سكــاني

لو لا يديد الغزال ملا فيهــا
```

```
فرد عليه الشيخ سعيد قائلاً :

تجــري إذا الحبال صحــاحي

و لي عاد ليحان السفينة انصاحي

و اللي ما يعرف الجد من الامزاحي

يكظم خوافيها على ما فيها
```

## خلافات الشيخ سعيد
و قد أظهر عداءً للشيخ مكتوم بن بطي آل مكتوم وأرملة عمه الشيخ خليفة وولديها زايد وذياب وفاوض الزعيم القاسمي وعقد حلفاً بين القواسم وبني ياس لسحق الإمارات الأخرى مثل دبي وعجمان وأم القيوين مما جعل تلك الإمارات تعقد حلفاً مضادَاً وسادت أجواء الحرب وأغار الشيخ صقر القاسمي على أم القيوين تسانده قبيلة بني قتب قتل فيها الشيخ صقر بن سلطان وتدخلت بريطانيا وعقدت هدنة ثم عقد الصلح وتحالف الشيخ مكتوم بن بطي آل مكتوم مع القاسمي ضد حاكم أبوظبي.

### الخلاف مع آل سعود
أخد الشيخ سعيد يعد العدة لمهاجمة القوات السعودية في البريمي وجهز قوات من بني ياس وكان هذا يعد نفس الإعداد لنفس الهدف وتم الاتفاق بينهما. وفي سنة 1848 أطبقت القوات الظبيانية والعمانية على البريمي وبعد ثلاثة أيام من المعارك انحصرت القوات السعودية في قلعة المدينة ثم استسلم قصر (الصبارة) وهرب العجاجي وقبض عليه وسمح له وبعض أعوانه بالرحيل إلى الشارقة. وعندما علم الإمام فيصل بن تركي آل سعود أوقف التحقيق مع المطيري وأرسله على رأس قوة سعودية جديدة ورصد له الشيخ سعيد في الطريق وكانت وقلعة العانكة وانهزمت القوات السعودية أمام قوات أبوظبي دون اشتراك القوات العمانية. وهرب المطيري إلى الشارقة ليعيد تنظيم قواته ويطلب نجدات جديدة وتمكن من اقناع قاسمي والفلاسي لمناصرته وكذلك انضم لهم القبيسات بقيادة الشيخ خادم بن نهيمان رغبة في الانفصال بالعديد مرة ثانية ورحل إلى هناك ولكن الشيخ سعيد تمكن من استعادتهم بالحسنى وقيل أنه عاملهم بقسوة عندما تمكن منهم.و في سنة 1850 وافق الشيخ سعيد على تسليم القلعتين اللتين احتلتهما قواته في البريمي إلى القائد السعودي الجديد عبد الله بن بتال المطيري ثم اتفق مع زعيم القواسم على حصار ابن بتال ومحاولة إخراجه من البريمي حتى استسلم ورحل إلى نجد وسلموا حصون البريمي إلى بني ياس. وفي سنة 1851 انضم زعيم آل أبي فلاسة إلى المصالحة بين زعيم القواسم وزعيم بني ياس.

### مساعدة البحرين وقطر
طلب أمير البحرين المساعدة من الشيخ سعيد ضد القوات السعودية التي استولت على قطر واستعدت لاقتحام البحرين وقرر الشيخ سعيد مساعدتهم وأرسل قوات لمهاجمة قطر وجرت عدة مفاوضات انتهت بالصلح بين كل أطراف وانسحاب القوات السعودية والظبيانية من قطر.

### مهاجمة السعودية البريمي
في سنة 1853 تخترقت القوات السعودية بقيادة الأمير عبد الله الفيصل آل سعود صحراء الظفرة إلى البريمي ولم يتعرض الزعيم إلياسي على ذلك واستولت على القلاع وجرت عدة مفاوضات بين جميع الأطراف بما فيهم بريطانيا ولعب الشيخ سعيد دوراً كبيراً انتهت بالتفاهم بين السعودية وعمان.

### مساعدة حاكم عمان
و في سنة 1854 احتلت القوات الإيرانية ميناء بندر عباس أرسلت عمان قوات اشترك فيها وقادها الشيخ سعيد مناصرة لعمان وتدخلت بريطانيا وأوقف الشيخ سعيد على مشارف بندر عباس. واشتهر الشيخ سعيد بأنه كان يقضي بين الأخصام طبقاً للشريعة الإسلامية.

## رحيل الشيخ سعيد
و في العام 1854 رحل الشيخ سعيد عن إمارته بطريقة غريبة وترك اخاه الشيخ صقر يتولى الأمر وقيل أنه أصيب بحالة نفسية. وعندما اكتشف الأهالي مغادرته طردوا أخاه وأحضروا الشيخ زايد بن خليفة آل نهيان الذي كان لاجئاً سياسيا لدى خاله الشيخ عبد الله بن الهول السويدي زعيم السودان في الشارقة وكان عمره عشرين عاماً.

### مصدر
كتاب قبائل هوازن دراسة في الانساب والتاريخ تأليف : محمد بن دخيل العصيمي